# Étienne Balazs
Pour les articles homonymes, voir Balázs.
Étienne Balazs, né Balázs Istvan en 1905 à Budapest en Hongrie et mort en 1963 à Fontenay-aux-Roses, est un sinologue français d'origine hongroise.

## Biographie
Étienne Balazs fait ses études de sinologie en Allemagne de 1923 à 1935, le chinois n'étant enseigné ni en Autriche ni en Hongrie. Sa thèse, dirigée par Otto Franke et soutenue à l'université de Berlin, porte sur l'histoire économique de la dynastie Tang. Il s'agit de la première étude dans la sinologie occidentale à s'intéresser avec sérieux à l'aspect économique de la civilisation chinoise. En 1925-1926, il effectue un séjour à Paris où il étudie sous la direction de Henri Maspéro.
Après l'arrivée au pouvoir de Hitler, Balazs s'exile en France. Étranger et antinazi, il se réfugie pendant la Seconde Guerre mondiale dans le village de Meuzac (Limousin), où il élève des oies. Il retourne à la sinologie après la fin de la guerre et rejoint le CNRS en 1949. Il enseigne par la suite l'histoire de la Chine à l'École des hautes études en sciences sociales,. Il est naturalisé français en 1955. En politique, il était proche de la gauche antistalinienne, partisan du communisme de conseils et était lié d'amitié avec le marxologue Maximilien Rubel, lui aussi réfugié d'Europe centrale.

## Travaux
Les travaux de Balazs portent sur l'économie et la société de la Chine et sont influencés par le marxisme et Max Weber. Balazs cherche dans la sinologie des éléments de comparaison avec la société de son temps, conformément au principe de l'historiographie chinoise selon lequel le passé est un miroir pour le présent.

« Tout en parlant des problèmes économiques et sociaux d'un État confucianiste de lettrés fonctionnaires qui n'existe plus, j'ai effleuré, malgré moi, mainte question d'une société totalitaire et bureaucratique qui n'existe pas encore ou, plutôt, qui est en train de s'édifier, en Chine et ailleurs. »

— Étienne Balazs

## Publications
- (de) Beiträge zur Wirtschaftsgeschichte der T'ang-Zeit (618-906), Berlin, 1931-1933 (thèse de doctorat)
- Qui succédera au capitalisme ?, 1947, Éditions Spartacus (sous le pseudonyme de P.-L. Tomori)
- Études sur la société et l'économie de la Chine médiévale, Leiden, 1954
- (en) Chinese Civilization and Bureaucracy, variations on a theme,  traduit par H. M. Wright, introduction par Arthur F. Wright, 1964 [compte-rendu]
- Henri Maspero et Étienne Balazs, Histoire et institutions de la Chine ancienne, 1967, Annales du Musée Guimet, Bibliothèque d'Études, tome LXXIII [compte-rendu]
- La Bureaucratie céleste. Recherches sur l'économie et la société de la Chine traditionnelle, présentation de Paul Demiéville, 1968, Gallimard, « Tel » [compte-rendu]